# Lubumbashi
Lubumbashi je grad na krajnjem jugu Demokratske Republike Kongo, 25 km od granice sa Zambijom, glavni grad provincije Haut-Katanga. Kroz grad protječe rijeka Kafue, pritoka Zambezija.
Lubumbashi su 1910. pod imenom Élisabethville osnovali Belgijanci. Brzo se razvio zahvaljujući rudniku bakra. Nakon proglašenja neovisnosti, ime Élisabethville je zairski diktator Mobutu Sese Seko promijenio u Lubumbashi. Po svršetku krvavog građanskog rata 1997., Lubumbashi je čak bio i sjedište vlade novostvorene DR Kongo u razdoblju između 1999. i 2003., nakon čega su se institucije vlasti vratile u Kinshasu.
Prema popisu iz 2004. godine, Lubumbashi je imao 1.283.380 stanovnika, čime je bio drugi grad po brojnosti u državi.

## Vanjske poveznice

### Ostali projekti
|  | Zajednički poslužitelj ima još gradiva o temi Lubumbashi |